# ساقارچگه
ساقارچگه (به ترکمنی: Sakarçäge، ساقارچأگه) یک منطقه مسکونی در ترکمنستان است که در استان مرو واقع شده است. ساقارچگه مرکز اداری شهرستان ساقارچگه است.